# Shire of Northam
Shire of Northam is een lokaal bestuursgebied (LGA) in de regio Wheatbelt in West-Australië. Shire of Northam telde 11.358 inwoners in 2021. De hoofdplaats is Northam.

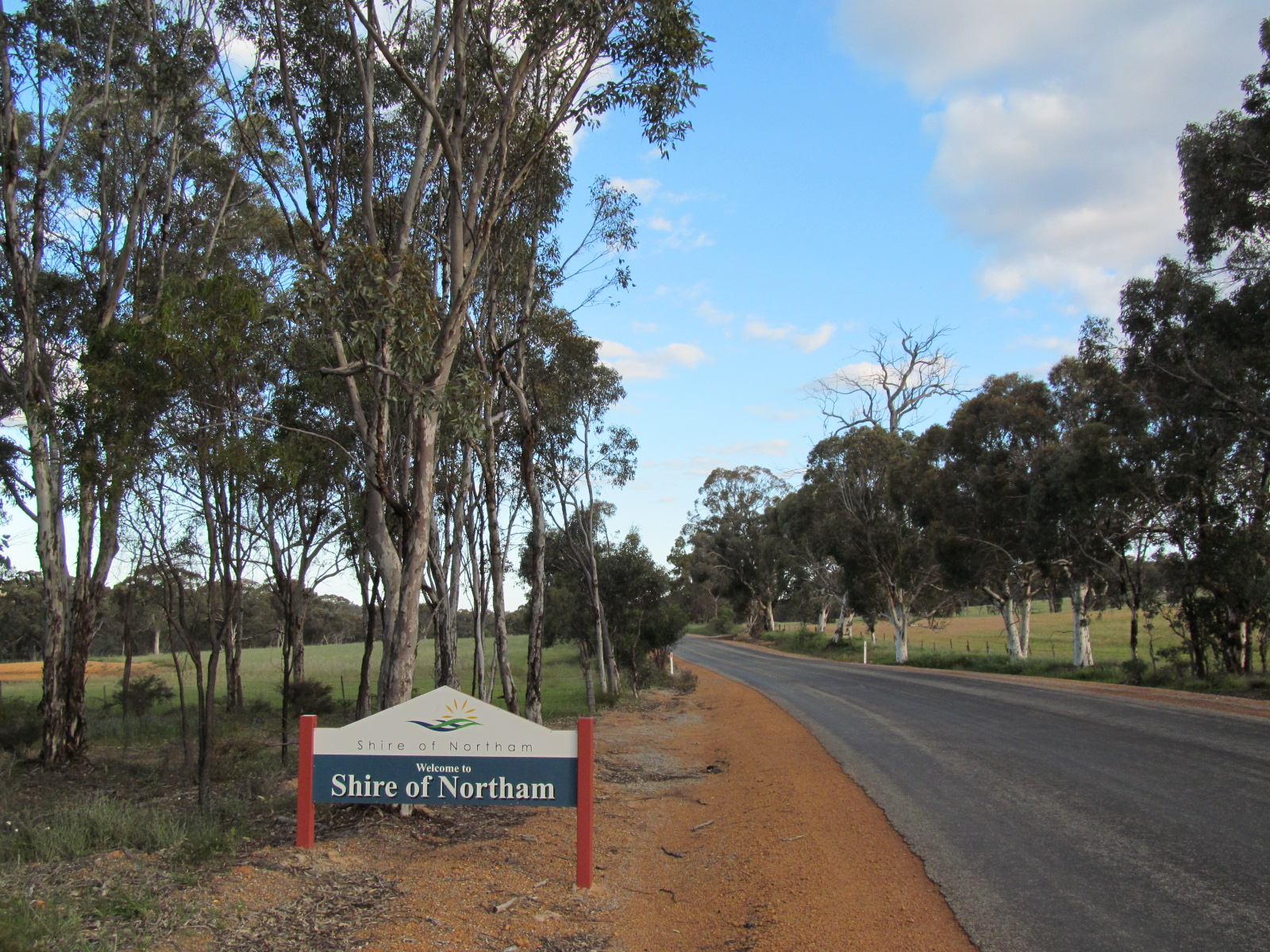
welkomsbord

## Geschiedenis
Op 24 januari 1871 werd het 'Northam Road District' opgericht. Op 4 november 1879 werd de stad Northam in de 'Municipality of Northam' ondergebracht. Ten gevolge de 'Local Government Act' van 1960 veranderden de lokale besturen van naam: op 23 juni 1961 werd het 'Northam Road District' de 'Shire of Northam' en de 'Municipality of Northam' de 'Town of Northam'.
Op 1 juli 2007 werden de 'Shire of Northam' en de 'Town of Northam' samengevoegd onder de naam 'Shire of Northam'.

## Beschrijving
Shire of Northam is een landbouwdistrict in de vallei van de Avon in de regio Wheatbelt in West-Australië. Het is bijna 1.500 km² groot. De westelijke grens van het district ligt slechts 50 kilometer van de West-Australische hoofdstad Perth. In 2021 telde het district 11.358 inwoners waarvan ongeveer 60 % in de hoofdplaats woonden, de stad Northam. Northam is een belangrijk knooppunt in het West-Australische spoor- en autowegennet.

## Plaatsen, dorpen en lokaliteiten
- Bakers Hill
- Buckland
- Burlong
- Clackline
- Copley
- Grass Valley
- Irishtown
- Jennapullin
- Malabaine
- Meenaar
- Mokine
- Muluckine
- Muresk
- Northam
- Quellington (Shire of Northam & York)
- Southern Brook
- Spencers Brook
- Throssell
- Woottating
- Wundowie

## Bevolkingsevolutie
| Jaar | Bevolkingsaantal | Bevolkingsaantal | Bevolkingsaantal       |
| Jaar | Stad             | District         | Stad en district samen |
| ---- | ---------------- | ---------------- | ---------------------- |
| 1911 | 3.361            | 1.785            | 5.146                  |
| 1921 | 3.602            | 2.153            | 5.755                  |
| 1933 | 4.817            | 2.202            | 7.019                  |
| 1947 | 4.652            | 2.282            | 6.934                  |
| 1954 | 5.725            | 4.582            | 10.307                 |
| 1961 | 7.200            | 2.793            | 9.993                  |
| 1966 | 7.400            | 2.694            | 10.094                 |
| 1971 | 7.117            | 2.426            | 9.543                  |
| 1976 | 6.846            | 2.539            | 9.385                  |
| 1981 | 6.944            | 2.589            | 9.533                  |
| 1986 | 6,887            | 2,451            | 9.338                  |
| 1991 | 6.549            | 2.879            | 9,428                  |
| 1996 | 6.285            | 3.200            | 9.485                  |
| 2001 | 6.137            | 3.565            | 9.702                  |
| 2006 | 6.009            | 3.794            | 9.803                  |
| 2011 | 10.557           | 10.557           | 10.557                 |
| 2016 | 11.112           | 11.112           | 11.112                 |
| 2021 | 11.358           | 11.358           | 11.358                 |